# BayernLab
BayernLabs sind Einrichtungen des Freistaates Bayern zur Vermittlung von Wissen zu Themen der Digitalisierung an die allgemeine Bevölkerung.
Die BayernLabs sind über alle Regierungsbezirke Bayerns verteilt und finden sich als Strukturmaßnahme bevorzugt im ländlichen Raum abseits der großen Agglomerationen wie München oder Nürnberg. Sie sind eine Initiative des bayerischen Staatsministeriums der Finanzen und für Heimat und an die Landesämter für Digitalisierung, Breitband und Vermessung angegliedert.
In den BayernLabs gibt es Ausstellungen, z. B. zum Thema Deepfakes und Fake News, Virtual Reality anhand eines VR-Fitnessgerätes und eines digitalen Tatortes und Programmieren eines Roboters.

## Standorte
Anfang 2025 finden sich BayernLabs in
- Bad Neustadt an der Saale
- Dillingen an der Donau
- Eichstätt
- Forchheim
- Kaufbeuren
- Lohr am Main
- Nabburg
- Neumarkt in der Oberpfalz
- Neustadt an der Aisch
- Starnberg
- Traunstein
- Vilshofen an der Donau
- Wunsiedel